# Out of the Past (film 1910)
Out of the Past è un cortometraggio muto del 1910. Il nome del regista non viene riportato nei credit del film in un rullo, prodotto e distribuito dalla Vitagraph Company of America.

## Produzione
Il film fu prodotto dalla Vitagraph Company of America.

## Distribuzione
Distribuito dalla Vitagraph Company of America, il film - un cortometraggio in una bobina - uscì nelle sale cinematografiche statunitensi il 20 maggio 1910.